# Sinagoga grande di Vilnius

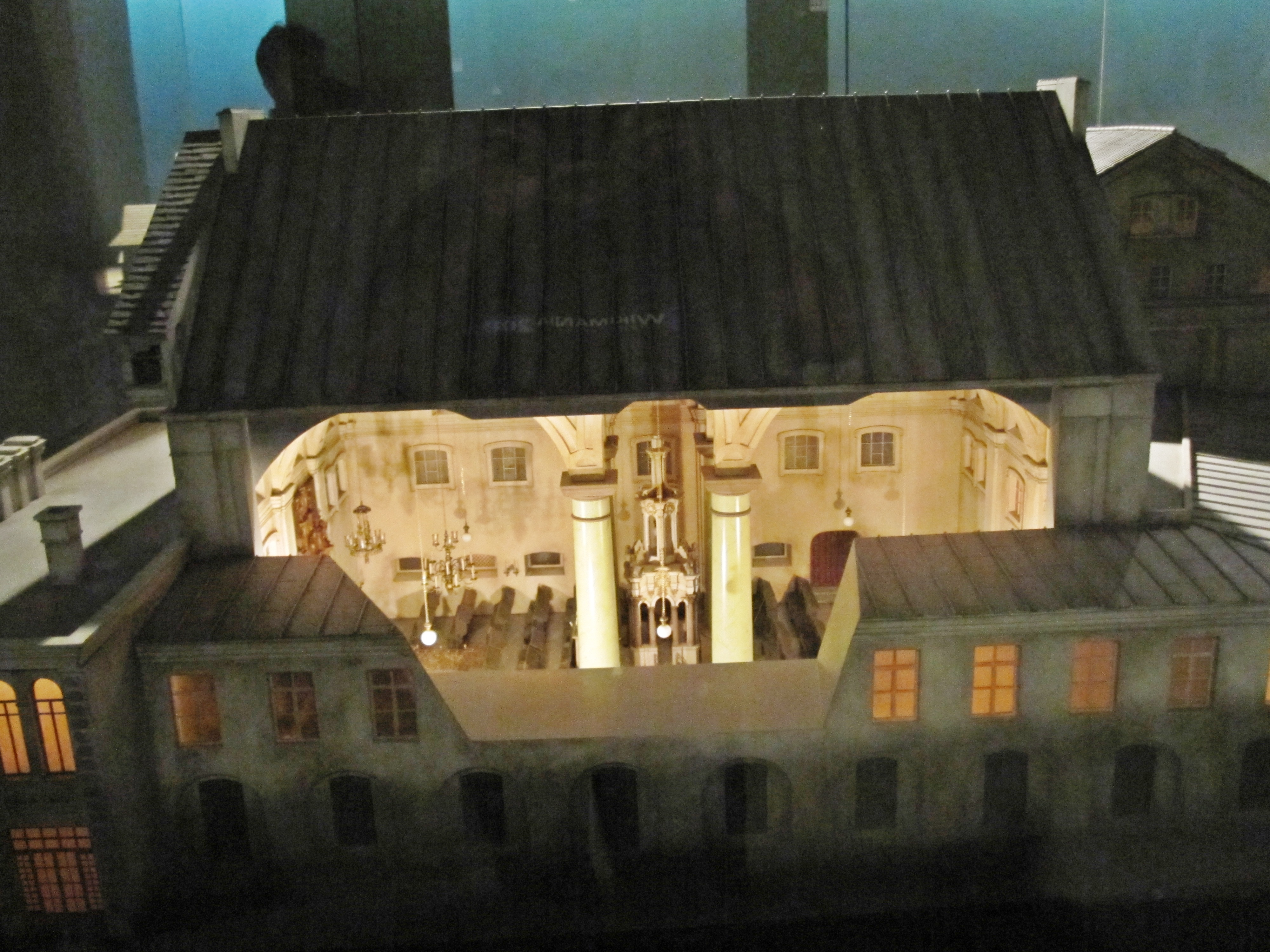
Modello della sinagoga con ricostruzione dell'interno

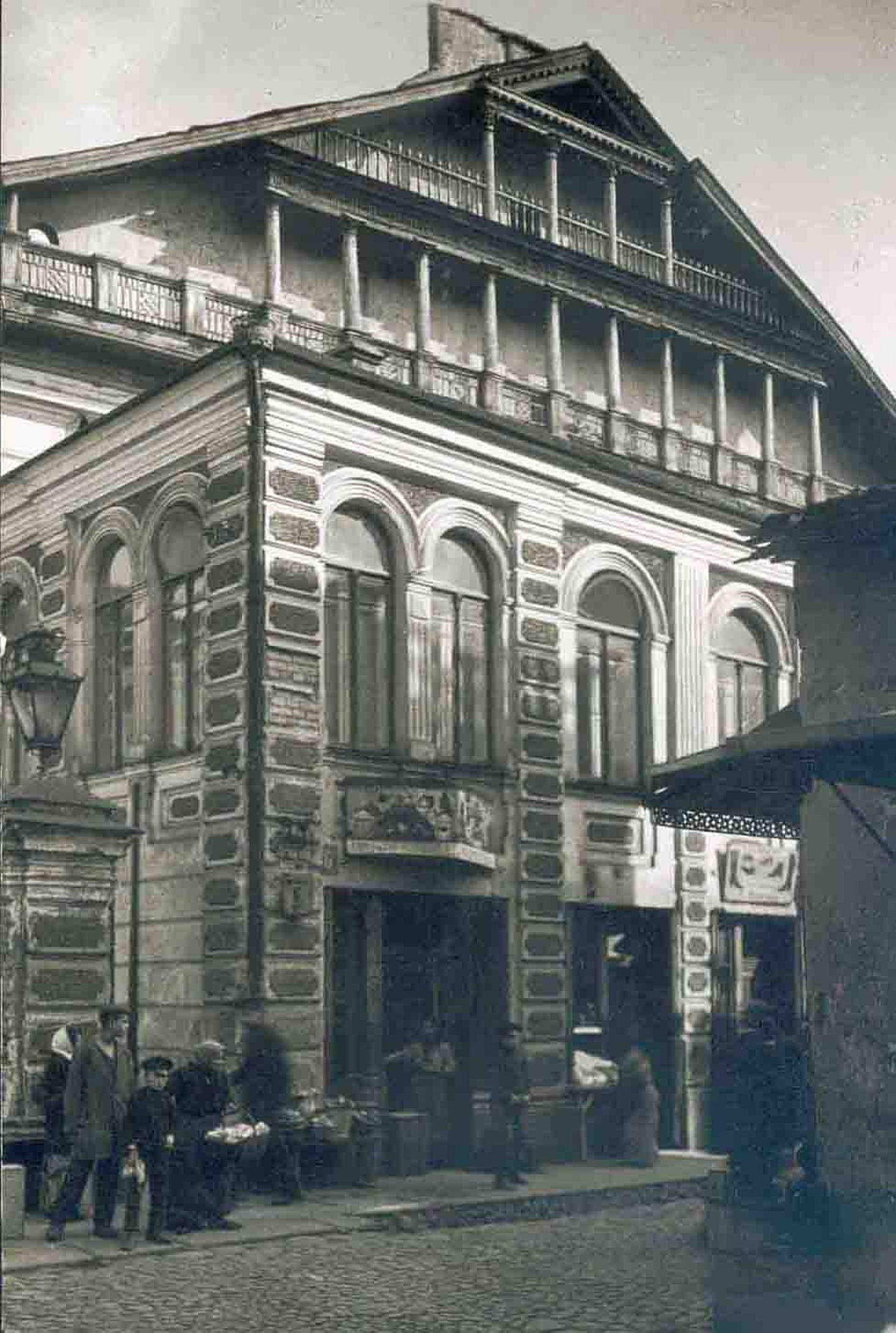
La facciata in una foto prima della guerra

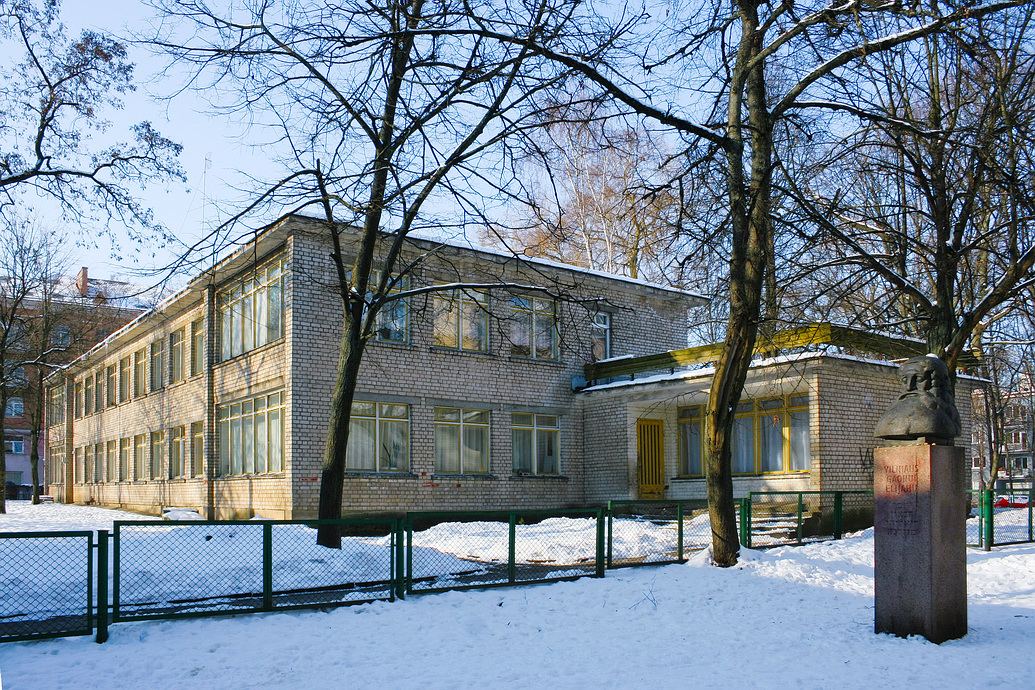
Il sito della sinagoga come si presenta oggi

La sinagoga grande di Vilnius, ora scomparsa, era la più grande e antica sinagoga di Vilnius in Lituania. Costruita nel 1630-1633, fu devastata dai nazisti durante l'Olocausto e quindi demolita dalle autorità sovietiche nel 1955-1957.

## Storia
Vilnius in Lituania è il principale luogo storico della presenza ebraica negli stati baltici. La sinagoga grande di Vilnius fu costruita tra il 1630 e il 1633 sul luogo dove già si ergeva una sinagoga in legno del 1572.
L'enorme edificio aveva più di un ingresso per i numerosi visitatori. L'interno, che fu ridecorato nel Settecento in stile rococò dall'architetto Johann Christoph Glaubitz, aveva al centro quattro gigantesche colonne a delimitare la zona del leggio e a sorreggere le alte volte. L'Arca Santa sulla parete orientale era una splendida struttura, finemente intagliata con sculture in legno dorato, rappresentanti di piante, animali e simboli ebraici, con in cime un'aquila a due teste. Era collocata in cima a una duplice scalinata con balaustre in ferro, ascendente da destra e sinistra. La grande menorah che si ergeva davanti all'arca fu inviata a Mosca poco prima dell'invasione tedesca. Appesi alle pareti e ai soffitti vi erano numerose lampade di bronzo e candelabri d'argento. I matronei che erano collocati ai piani superiori si affacciavano alla sala attraverso delle finestrelle.
Già nel Settecento la sinagoga aveva la reputazione di essere così bella da attrarre visitatori da tutto il mondo. La leggenda vuole che anche Napoleone la visitasse rimanendo affascinato al suo splendore. Di certo la visitò nel 1846 sir Moses Montefiore, la cui presenza attrasse folle di fedeli. 
L'Olocausto colpi duramente la comunità ebraica di Vilnius. Dei 100.000 ebrei che vivevano in città prima della guerra solo 20.000 sopravvissero. Anche la sinagoga fu gravemente danneggiata dai tedeschi nel 1944. Ma le sue imponenti rovine non furono rialzate nel dopoguerra. Le autorità sovietiche le demolirono nel 1955-1957 e volutamente le sostituirono con un campo da basket e da un asilo per prevenire future iniziative di ricostruzione.
Tre pezzi originali della sinagoga grande di Vilnius sono miracolosamente sopravvissuti alla distruzione e sono ora in mostra presso il Museo ebraico Vilna Gaon: una porta dell'Arca Santa, la scrivania di un lettore, e un bassorilievo con i Dieci Comandamenti.
Dal 2007 l'area dove sorgeva la sinagoga è oggetto di scavi archeologici che ne hanno recuperato porzioni del pavimento originario e altri elementi architettonici.